# Farsund (oraș)
Farsund este o localitate din comuna Farsund, provincia Vest-Agder, Norvegia, cu o suprafață de 2,48 km² și o populație de 3.181 locuitori (2013).